# Galt Black Hawks
Galt Black Hawks je bil mladinski hokejski klub iz Galta, danes del mesta Cambridge. Deloval je v ligi Ontario Hockey Association od 1949 do 1955 kot podružnično moštvo NHL ekipe Chicago Black Hawks. Domača dvorana kluba je bila Galt Arena Gardens.
Klub je bil predhodno podružnično moštvo NHL moštva Detroit Red Wings, znan je bil pod imenom Galt Red Wings, še prej pa Galt Canadians in Galt Rockets. Moštvo Chicago Black Hawks je prevzelo sponzorstvo leta 1949, sponzorstvo je trajalo do 1955, ko je klub razpadel. Najboljši igralci kluba so hitro napredovali v NHL, Galtu pa je ostalo negativno razmerje zmag in porazov. Galt Black Hawks so imeli le eno uspešnejšo sezono, sezono 1951/52, ko so končali kot tretji. 
Najbolj znan bivši igralec moštva je Bobby Hull, ki je moštvo zastopal v sezoni 1954/55. On je tudi edini igralec moštva, ki je bil kasneje sprejet v Hokejski hram slavnih lige NHL kot igralec. Murray Costello je resda bil sprejet v hram, a v kategoriji graditeljev, saj je do upokojitve deloval kot dolgoletni predsednik lige CAHA. Edini igralec moštva, ki je osvojil pokal Eddie Powers Memorial Trophy za najboljšega strelca lige, je bil Jim McBurney. Dosežek mu je uspel v sezoni 1952/53, zabeležil je 61 golov in 35 podaj. 

## NHL igralci
Iz moštva Galt Black Hawks je 21 igralcev napredovalo do lige NHL:
| - Bob Beckett - Les Binkley - Mike Buchanan - Chick Chalmers - Pete Conacher - Murray Costello | - Warren Godfrey - Bronco Horvath - Bobby Hull - Hec Lalande - Jim McBurney | - Hillary Menard - Tony Poeta - Jack Price - Matt Ravlich - Len Ronson | - Don Simmons - John Sleaver - Floyd Smith - Kenny Wharram - Bob Wilson |

## Izidi
| Sezona  | Moštvo      | Tekem | Zmag | Porazov | Remijev | TOČ | %     | GF  | GA  | Uvrstitev                |
| 1943/44 | Canadians   | 26    | 15   | 11      | 0       | 30  | 0.577 | 125 | 97  | 2. v Skupini 2           |
| 1944/45 | Red Wings   | 20    | 12   | 8       | 0       | 24  | 0.600 | 83  | 91  | 2. v OHA (delitev mesta) |
| 1945/46 | Red Wings   | 28    | 22   | 6       | 0       | 44  | 0.786 | 187 | 96  | 2. v OHA                 |
| 1946/47 | Red Wings   | 36    | 27   | 9       | 0       | 54  | 0.750 | 232 | 99  | 3. v OHA                 |
| 1947/48 | Rockets     | 36    | 18   | 13      | 5       | 41  | 0.581 | 168 | 129 | 5. v OHA                 |
| 1948/49 | Rockets     | 48    | 11   | 34      | 3       | 25  | 0.244 | 154 | 252 | 9. v OHA                 |
| 1949/50 | Black Hawks | 48    | 14   | 32      | 2       | 30  | 0.304 | 144 | 265 | 8. v OHA                 |
| 1950/51 | Black Hawks | 54    | 21   | 39      | 4       | 48  | 0.420 | 181 | 223 | 7. v OHA                 |
| 1951/52 | Black Hawks | 54    | 35   | 17      | 2       | 72  | 0.673 | 307 | 213 | 3. v OHA                 |
| 1952/53 | Black Hawks | 56    | 27   | 26      | 3       | 57  | 0.509 | 242 | 225 | 5. v OHA                 |
| 1953/54 | Black Hawks | 59    | 21   | 37      | 1       | 43  | 0.362 | 204 | 288 | 8. v OHA                 |
| 1954/55 | Black Hawks | 49    | 18   | 25      | 6       | 42  | 0.419 | 181 | 203 | 6. v OHA                 |